# Śmiertelnie mroźna zima
Śmiertelnie mroźna zima (ang. Dead of Winter) – amerykański thriller z 1987 roku w reżyserii Arthura Penna, zrealizowany na podstawie powieści The Woman in Red autorstwa Anthony’ego Gilberta. Zdjęcia kręcono w kanadyjskiej prowincji Ontario.

## Opis fabuły
Początkująca aktorka Katie McGovern (Mary Steenburgen) otrzymuje podczas nietypowego castingu, prowadzonego przez tajemniczego Murraya (Roddy McDowall), propozycję zagrania w kręconym już filmie, w zastępstwie innej aktorki – Julie Rose. Murray mówi Katie, że Julie przeszła załamanie nerwowe i nie może chwilowo pracować. McGovern jest bardzo podobna do Rose i po drobnych zabiegach charakteryzujących może zastąpić poprzedniczkę. Murray proponuje kobiecie wysokie honorarium i wyjazd z miasta do willi dra Josepha Lewisa (Jan Rubes), producenta filmu, w celu nakręcenia próbnych zdjęć. Murray i McGovern przebijają się przez zamieć śnieżną i przyjeżdżają do odludnej, wiktoriańskiej willi. Dr Lewis (poruszający się na elektrycznym wózku inwalidzkim), jego willa i jej wyposażenie robią na Katie duże wrażenie.
Następnego dnia kręcone są zdjęcia próbne. Katie jest profesjonalistką i dostrzega niedociągnięcia podczas filmowania – wiele sytuacji zaczyna budzić jej narastający niepokój. Kobieta odkrywa zdjęcia zwłok Julie Rose. Dr Lewis mówi, że to właśnie rezultat załamania nerwowego, w wyniku którego Julie popełniła samobójstwo. Katie odkrywa, iż wplątała się w dziwną intrygę i odnajduje swoje spalone dokumenty w kominku. Dr Lewis i Murray wydają się coraz bardziej podejrzani. Grozę potęguje atmosfera mroźnej i śnieżnej zimy, odcięcie od świata i brak nadziei na pomoc, nawet od przybyłego do willi dra Lewisa patrolu policji.

## Obsada
- Mary Steenburgen – Julie Rose, Katie McGovern, Evelyn
- Roddy McDowall – Murray
- Jan Rubes – dr Joseph Lewis
- William Russ – Rob Sweeney
- Ken Pogue – policjant Mullavy
- Wayne Robson – policjant Huntley
- Mark Malone – Roland McGovern
- Michael Copeman – policjant na drodze
- Sam Malkin – sprzedawca na stacji benzynowej
- Pamela Moller – kobieta na przesłuchaniu
- Dwayne McLean – morderca
- Paul Welsh – uczestnik noworocznej libacji

i inni.

## Informacje dodatkowe
- Film Śmiertelnie mroźna zima luźno nawiązuje do filmu My Name Is Julia Ross z 1945, m.in. poprzez postać o nazwisku Julie Rose.
- Nazwisko dra Josepha Lewisa jest celowo zbieżne z nazwiskiem reżysera filmu My Name Is Julia Ross.
- Mary Steenburgen gra w filmie trzy role, w tym nawet w tych samych scenach.